# Kerinci (peuple)
Pour les articles homonymes, voir Kerinci.

La Grande mosquée de Pondok Tinggi à Sungai Penuh

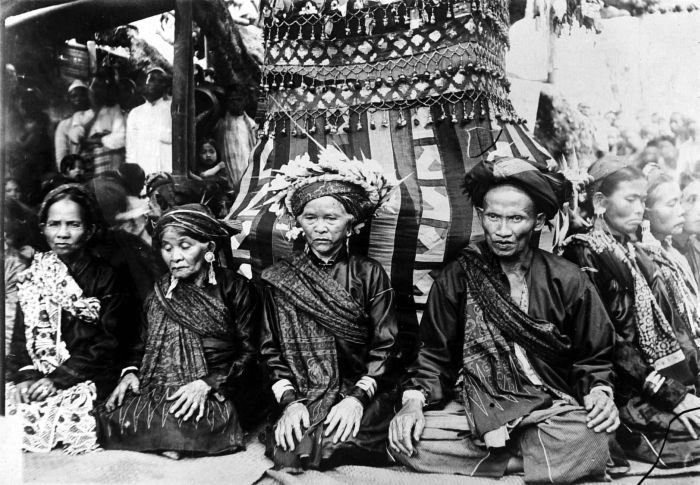
Fête des récoltes à Kumun

Les Kerinci (en malais : Kerinci ou Kerinchi) sont une population du sud-ouest de l'île indonésienne de Sumatra et malaisienne de Kuala Lumpur. Ils habitent la vallée de Kerinci dans le kabupaten de Kerinci dans la province de Jambi.
Les Kerinci sont issus de migrations provenant des régions voisines. En effet, la vallée est isolée et difficile d'accès. La tradition orale et des documents écrits en alphabet rencong mentionnent des populations venues du nord depuis le pays minangkabau dans l'ouest de Sumatra et s'installant au nord du lac Kerinci. Dans le sud de la région de Kerinci, une tradition différente décrit une origine du sud de Sumatra.

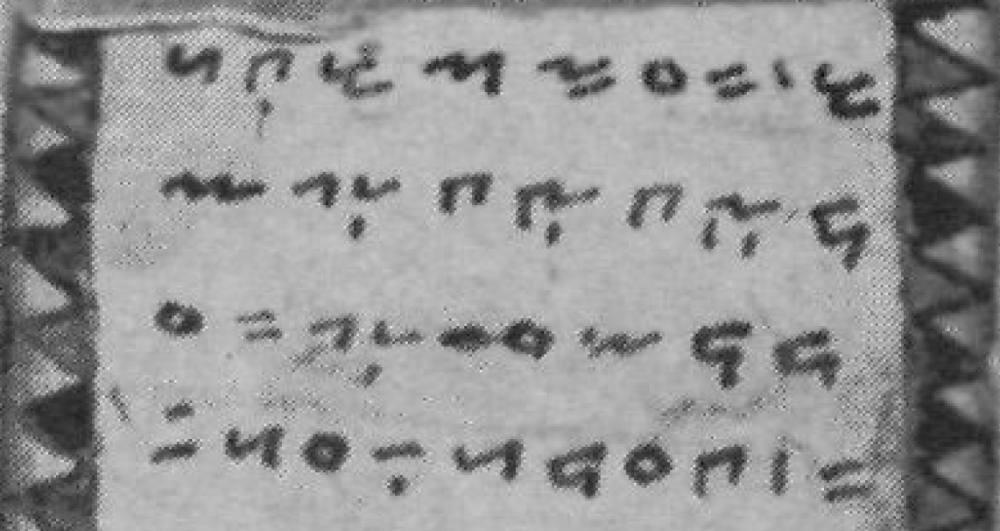
Manuscrit en alphabet rencong

La langue kerinci est une forme de malais, avec des emprunts au minangkabau dans les dialectes du nord, et au javanais dans ceux du sud. Ils ont une écriture propre, l'alphabet rencong, dérivée comme d'autres écritures indonésiennes d'un alphabet d'origine indienne.
Les Kerinci sont majoritairement musulmans. Toutefois, au milieu du XIXe siècle, certains villages ne s'étaient pas encore convertis.

### Sources et bibliographie
- (en) C. W. Watson, Kinship, Property and Inheritance in Kerinci, Central Sumatra, University of Kent at Canterbury, 1992, 271 p.  (ISBN 978-0904938197)